# Glöm inte kamelerna
Glöm inte kamelerna (engelska: The Last Remake of Beau Geste) är en amerikansk komedifilm från 1977 i regi av Marty Feldman.

## Rollista i urval
- Marty Feldman - Digby Geste
- Ann-Margret - Flavia Geste
- Michael York - Beau Geste
- Peter Ustinov - Markov
- James Earl Jones - Shejken
- Trevor Howard - Sir Hector
- Henry Gibson - General Pecheur
- Terry-Thomas - Guvernören
- Roy Kinnear - Boldini
- Spike Milligan - Crumble
- Avery Schreiber - Shejkens adjutant / kamelförsäljaren
- Hugh Griffith - Domaren
- Irene Handl - Miss Wormwood
- Sinéad Cusack - Isabel Geste
- Henry Polic II - Kapten Merdmanger
- Ted Cassidy - Den blinde
- Burt Kwouk - Fader Shapiro